# Hinckley (Minnesota)
Hinckley ist eine Kleinstadt (mit dem Status „City“) im Pine County im US-amerikanischen Bundesstaat Minnesota. Das U.S. Census Bureau hat bei der Volkszählung 2020 eine Einwohnerzahl von 1.904 ermittelt.
Teile der Fond du Lac Reservation  der Anishinabe grenzen an das Stadtgebiet von Hinckley.

## Geografie
Hinckley liegt im Osten Minnesotas beiderseits des zum Stromgebiet des Mississippi gehörenden Grindstone River, einem rechten Nebenfluss des in den St. Croix River mündenden Kettle River. Die geografischen Koordinaten von Hinckley sind 46°00′41″ nördlicher Breite und 92°56′40″ westlicher Länge. Die Stadt erstreckt sich über eine Fläche von 9,92 km².
Benachbarte Orte von Hinckley sind Sandstone (16,4 km nordnordöstlich), Mission Creek (6,7 km südlich) und Brook Park (14,5 km südwestlich).
Die nächstgelegenen größeren Städte sind Minneapolis (130 km südlich), Minnesotas Hauptstadt Saint Paul (126 km in der gleichen Richtung), Eau Claire in Wisconsin (238 km südöstlich), Duluth am Oberen See (120 km nordöstlich) und Fargo in North Dakota (352 km westnordwestlich).
Die Grenze zu Kanada befindet sich 345 km nördlich.

## Verkehr
Die Interstate 35 und die hier auf gleicher Strecke verlaufende Minnesota State Route 23 führen in Nord-Süd-Richtung durch Hinckley. Mit der Kreuzung der Interstate erreicht die Minnesota State Route 48 ihren westlichen Endpunkt. Die Verlängerung der MN 48 bildet als County Highway 61 die Hauptstraße von Hinckley. Alle weiteren Straßen sind untergeordnete Landstraßen, teils unbefestigte Fahrwege sowie  innerörtliche Verbindungsstraßen.
Im Stadtgebiet von Hinckley kreuzen zwei Eisenbahnstrecken der BNSF Railway, der zweitgrößten Eisenbahngesellschaft des Landes.
Mit dem Rush City Regional Airport liegt 39,2 km südlich von Hinckley ein kleiner Regionalflughafen. Der nächste internationale Flughafen ist der 137 km südlich gelegene Minneapolis-Saint Paul International Airport.

## Demografische Daten
Nach der Volkszählung im Jahr 2010 lebten in Hinckley 1800 Menschen in 736 Haushalten. Die Bevölkerungsdichte betrug 181,5 Einwohner pro Quadratkilometer. In den 736 Haushalten lebten statistisch je 2,44 Personen.
Ethnisch betrachtet setzte sich die Bevölkerung zusammen aus 82,4 Prozent Weißen, 1,1 Prozent Afroamerikanern, 10,3 Prozent amerikanischen Ureinwohnern, 0,8 Prozent Asiaten sowie 0,3 Prozent aus anderen ethnischen Gruppen; 5,1 Prozent stammten von zwei oder mehr Ethnien ab. Unabhängig von der ethnischen Zugehörigkeit waren 3,5 Prozent der Bevölkerung spanischer oder lateinamerikanischer Abstammung.
28,4 Prozent der Bevölkerung waren unter 18 Jahre alt, 57,1 Prozent waren zwischen 18 und 64 und 14,5 Prozent waren 65 Jahre oder älter. 51,5 Prozent der Bevölkerung war weiblich.
Das mittlere jährliche Einkommen eines Haushalts lag bei 32.686 USD. Das Pro-Kopf-Einkommen betrug 17.839 USD. 28,1 Prozent der Einwohner lebten unterhalb der Armutsgrenze.

## Söhne und Töchter der Stadt
- Jack Underwood (1894–1936), American-Football-Spieler
- John Monk Saunders (1897–1940), Drehbuchautor und Journalist